# ربایش آمیگدال

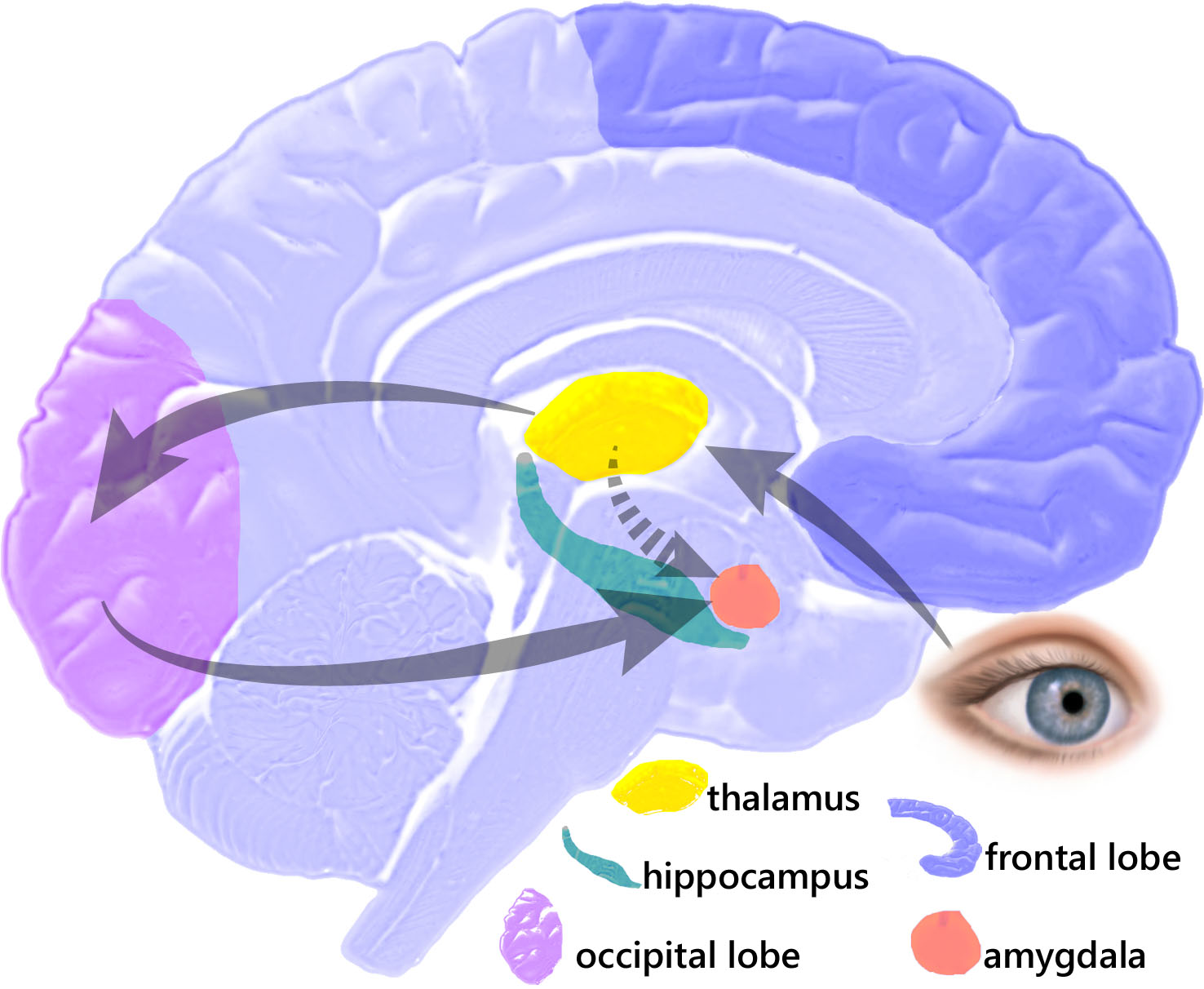
ربودن آمیگدال - ترس ناشی از محرک نوری

ربایش آمیگدال (نام علمی: Amygdala hijack) به یک پاسخ شخصی و عاطفی اشاره دارد که در پاسخ به محرک خارجی، فوری، پرتلاطم و بیش از اندازه است زیرا این امر تهدید عاطفی بسیار قابل توجهی را برانگیخته است. این اصطلاح توسط دانیل گولمن در کتاب خود در سال ۱۹۹۶ بنام «احساسات عاطفی: چرا می‌تواند از ضریب هوشی اهمیت بیشتری داشته باشد» ابداع شد.

## تعریف
خروجی اندام‌های حس (بینایی، شنوایی، بویایی و...) ابتدا  توسط تالاموس دریافت می‌شوند. بخشی از محرکهای تالاموس مستقیماً به آمیگدال یا «مغز عاطفی/غیرمنطقی» می‌روند، و قسمت‌هایی به نئوکورتکس یا «مغز متفکر / منطقی» ارسال می‌شوند. اگر آمیگدال تحریک شود، یعنی اگر با توجه به سابقه تجربیات در هیپوکامپ به آمیگدال گفته شود که این یک وضعیت جنگ یا گریز است، آنگاه آمیگدال محور HPA (هیپوتالمیک-هیپوفیز-آدرنال) تحریک کرده و مغز متفکر را می‌رباید. این بخش عاطفی مغز (آمیگدال) اطلاعات را چند میلی ثانیه ثانیه زودتر از مغز عقلی پردازش می‌کند، بنابراین در صورت رقابت بین این دو مغز، آمیگدال پاسخ را قبل از دریافت هر پاسخ ممکن از نئوکورتکس می‌فرستد. با این حال، اگر آمیگدال هیچ تطبیقی با محرک دریافت شده با موقعیتهای تهدیدآمیز ثبت شدهٰ خود پیدا نکند، مطابق دستورالعملهای دریافت شده از نئوکورتکس عمل می‌کند. اما اگر هنگامی که آمیگدال یک تهدید را فرض می‌کند، می‌تواند آن شخص را به واکنش غیر منطقی و مخرب سوق دهد.
گولمن اظهار داشت که احساسات به ما می‌گوید «به ما توجه کن - این فوری است و یک برنامه اقدام فوری را نیز به ما می‌دهد بدون آنکه دو بار فکر کنیم. قسمت‌های عاطفی مغز انسان خیلی زودتر از سایر قسمت‌ها تکامل یافته‌اند بنابراین در گذشته برای اجداد ما هنگام مواجه به هر تهدیدی پرسشی مطرح میشد: آیا من آن را می‌خورم، یا او مرا می‌خورد؟» پاسخ عاطفی به این پرسش «در صورت وجود تهدید، می‌تواند بقیه مغز را در میلی ثانیه ثانویه برباید.» ربایش آمیگدالا سه نشانه دارد: واکنش عاطفی شدید، پاسخ هیجانی ناگهانی و در صورت بروز عکس‌العمل غیر منطقی آگاه شدن از آن .